# アヴォラスカ
アヴォラスカ（伊: Avolasca）は、イタリア共和国ピエモンテ州アレッサンドリア県にある、人口約300人の基礎自治体（コムーネ）。

## 地理

### 位置・広がり
| 隣接するコムーネは以下の通り。 - カザスコ - カステッラーニア・コッピ - コスタ・ヴェスコヴァート - ガルバーニャ - モンテジョーコ - モンテマルツィーノ |

### 地震分類
イタリアの地震リスク階級 (it) では、3 に分類される
。

## 行政

### 分離集落
アヴォラスカには、以下の分離集落（フラツィオーネ）がある。
- Baiarda, Casa Borella, Costa Giuliana, Grua, Isolabella, Mereta, Montebello, Oliva Tassare, Pissine